# Štefan Hozjan
Štefan Hozjan, slovenski vojaški pilot, * 19. september 1894, Brezovica, Avstro-Ogrska, † 1949, Chicago,ZDA.  

## Življenje
Štefan Hozjan se je rodil 19. septembra 1894 v Brezovici, kot najmlajši med štirimi otroci Petra Hozjana in Verone Zver. Osnovno šolo je končal v Mali Polani, nato se je v Lendavi izučil za ključavničarja, saj se je družina preselila v bližnje Lendavske Gorice. 
Ko je bil poleti 1913 vpoklican v vojsko na služenje vojaškega roka, je zaprosil, da bi vojsko služil pri letalih. Poslan je bil v šolo za letalske mehanike v Aspernu. V začetku leta 1914 je šolo uspešno končal in bil premeščen na takrat največje avstro-ogrsko letališče v Dunajskem Novem mestu. Tam je na dokaj nenavaden način postal pilot: v letalo, ki ga je pred tem servisiral, je kar brez dovoljenja sedel in z njim vzletel, zakrožil nad letališčem in varno pristal. Namesto kazni so ga premestili v pilotsko šolo vojnega letalstva, kjer je 20. oktobra 1914 prejel pilotsko izkaznico; v dokumentu 6. letalske enote pa je bilo zapisano, da je usposobljen za letenje v enosedežnem bojnem letalu in da je zelo miren ter zanesljiv pilot. 
Potem je kot pripadnik avtroogrskega vojnega letalstva letel nad Dnestrom, Karpati, Galicijo, Bukovino in Soško fronto ter se izkazal s pogumom in letalskim znanjem. Njegovi nadrejeni so ga označili kot »predrzno norega« v zraku, za kar je bil med vsemi slovenskimi piloti avstro-ogrske vojske v prvi svetovni vojni največkrat odlikovan za hrabrost. Dobil je dve veliki zlati, tri velike srebrne, dve mali srebrni in eno bronasto odlikovanje za hrabrost, Karlov križec in denarno nagrado kot najuspešnejši vojni letalec avstro-ogrskega letalstva v letu 1916. 
Po koncu vojne je bil Hozjan odpuščen iz vojske in se je za kratek čas vrnil v Lendavo. Leta 1921 se je skupaj z ženo izselil v ZDA in tam 1949 tudi umrl. Skupaj z ženo Hermino je pokopan na pokopališču St. Mary Cemetery v Evergreenu pri Chicagu.
Leta 2005 je občina Velika Polana skupaj z vasjo Brezovica in pokrajinskim muzejem iz Murske Sobote odprla njegovo spominsko sobo v gasilskem domu Brezovica.